# Dominique Pasquier
Pour les articles homonymes, voir Pasquier.
Dominique Pasquier, née le 26 décembre 1952 dans le 15e arrondissement de Paris et morte le 8 avril 2025 à Paris, est une sociologue et universitaire française. Elle est directrice de recherche au CNRS, spécialiste des pratiques culturelles liées aux média et membre du Conseil national du numérique depuis 2021.

## Biographie
Dominique Pasquier est diplômée de l'Institut d'études politiques de Paris et docteure en sociologie. Elle est directrice de recherche au CNRS, rattachée au Centre de recherche sur les liens sociaux (CERLIS) à l'université Paris-Cité.
Elle a notamment travaillé sur les professionnels de la télévision, la réception des séries et les liens entre sociabilités et pratiques culturelles. Depuis 2019, elle coordonnait un projet de recherche sur les usages des vidéos tutos et de vulgarisation.
Dominique Pasquier a été enseignante-chercheuse à Télécom Paris et l'Institut Mines-Télécom. Elle a été membre du comité directeur de la revue Réseaux. Elle était depuis 2017 membre du conseil scientifique de La Fémis.

## Publications
- Les scénaristes et la télévision, une approche sociologique, Paris, Nathan, 1995.
- « "Chère Hélène". Les usages sociaux des séries collège », Réseaux, 1995, n° 70, p. 9-39. Disponible sur http://www.persee.fr/doc/reso_0751-7971_1995_num_13_70_2665. L'auteure s'y intéresse aux usages sociaux de la série Hélène et les Garçons. Elle a étudié le courrier de l’actrice principale.
- La Culture des sentiments, l'expérience télévisuelle des adolescents, Paris, Éditions de la Maison des sciences de l'homme, 1999.
- Cultures lycéennes. La tyrannie de la majorité, Paris, Éditions Autrement (Coll. « Mutations » 235), 2005.
- « La communication numérique dans les cultures adolescentes », Communiquer, n°13, 2015, p. 79-89 Disponible en ligne sur Open éditions.
- Moi, je lui donne 5/5. La critique amateur en ligne, Paris, Presse des Mines, 2014, avec Valérie Beaudouin et Tomas Legon.
- L'internet des familles modestes : Enquête dans la France rurale, Paris : Presse des Mines, 2018[7],[8].
- Dominique Pasquier, « Le numérique abolit les distances sociales », dans Olivier Masclet, Séverine Misset et Tristan Poullaouec, La France d'en bas ? : idées reçues sur les classes populaires, Éditions du Cavalier bleu, 2019 (ISBN 979-1031803739)
- « Travailler à sa chaîne – Les vidéastes des plateformes face à leurs sources de revenus », avec Quentin Gilliotte, Réseaux, vol. 244, 2024, p. 89-112 lire en ligne.
- Coordination (avec Anne Barrère), L’école au temps des tutos, numéro spécial de Éducation et Sociétés, 2025/1 lire en ligne.